# スカイベリー
スカイベリーは栃木県農業試験場いちご研究所が開発したイチゴの品種である。名前は「大きさ、美しさ、美味しさのすべてが大空に届くようないちご」という意味と栃木県内にある日本百名山の1つ「皇海山」にちなむ。登録品種名は「栃木ｉ27号」。
同研究所が1996年に品種登録した日本を代表するイチゴ品種「とちおとめ」の後継品種として約17年かけて開発された。果実が極めて大きく、外観に優れ、甘味と酸味のバランスのよい味である。収量においてはとちおとめに比べ20%程度多く、とちおとめでは発症しやすい病気である萎黄病に強い耐性を持つ。

## 特性
果実が極めて大きく、25グラム以上の果実の割合が約3分の2を占める。果実の形は円錐形。色は明るい赤で光沢があり外観が優れる。糖度と酸味のバランスが良く、みずみずしくまろやかな味わいで食味が良い。頂果房の着果数は5から8個と少ないが、収量性は高い。草型は立っており、生育が旺盛で電照栽培の必要がない。とちおとめと同程度の早生であり、うどんこ病、炭疽病および萎黄病に対する耐病性がある。とちおとめは白い部分が残っている状態の果実を収穫し、3日後の店頭に並ぶ頃に全体が赤くなるが、スカイベリーは白い部分が残ったまま収穫するとそれ以上赤くならず甘味も増えないため、完熟に近い状態の果実を収穫する必要がある。

## 開発
1996年に栃木県農業試験場いちご研究所が開発したイチゴ品種「とちおとめ」は2005年時点でイチゴ主産県のシェアの30%を占めていたが、育成者権の消滅が迫っていたことから、同研究所にてとちおとめよりも大粒で収量性が高く病気に強い品種の開発が始まった。
2008年1月、とちおとめの開発後に試された交配組み合わせが約900、選抜した株は10万株を超えていたころ、育成中の温室でひときわ大粒の実をつけていた株が選抜された。その株は外観の良い大きな果実をつける「00－24－1」を種子親、味がよく炭疽病に強い「栃木20号」を花粉親とした交配から生まれた株であった。その後の耐病性評価でとちおとめにおいて発症しやすい病気である萎黄病という病気などへの強い耐病性が認められ、さらにとちおとめの1.5倍の収量が得られることがわかった。
2010年には「栃木27号」という系統名がつけられ、栃木県内の生産者による現地試験でも高い品質と収量性が認められた。その後「栃木」と「27号」の間に小文字の「i」を入れた「栃木i27号」として2011年11月15日に農林水産省へ品種登録を出願し、2014年11月18日に品種登録され、一般栽培が始まった。2012年にはスカイベリーを育成したいちご研究所の「いちご新品種「栃木i27号」育成グループ」13名が「本県オリジナル品種「栃木i27号」の育成」という表彰名で知事表彰を受けた。
商標名は全国から公募を行い、全4388件の応募の中から「大きさ、美しさ、美味しさのすべてが大空に届くようないちご」という意味と栃木県内にある百名山の1つ「皇海山」にちなみ、スカイベリーと名付けられた。

## 商標

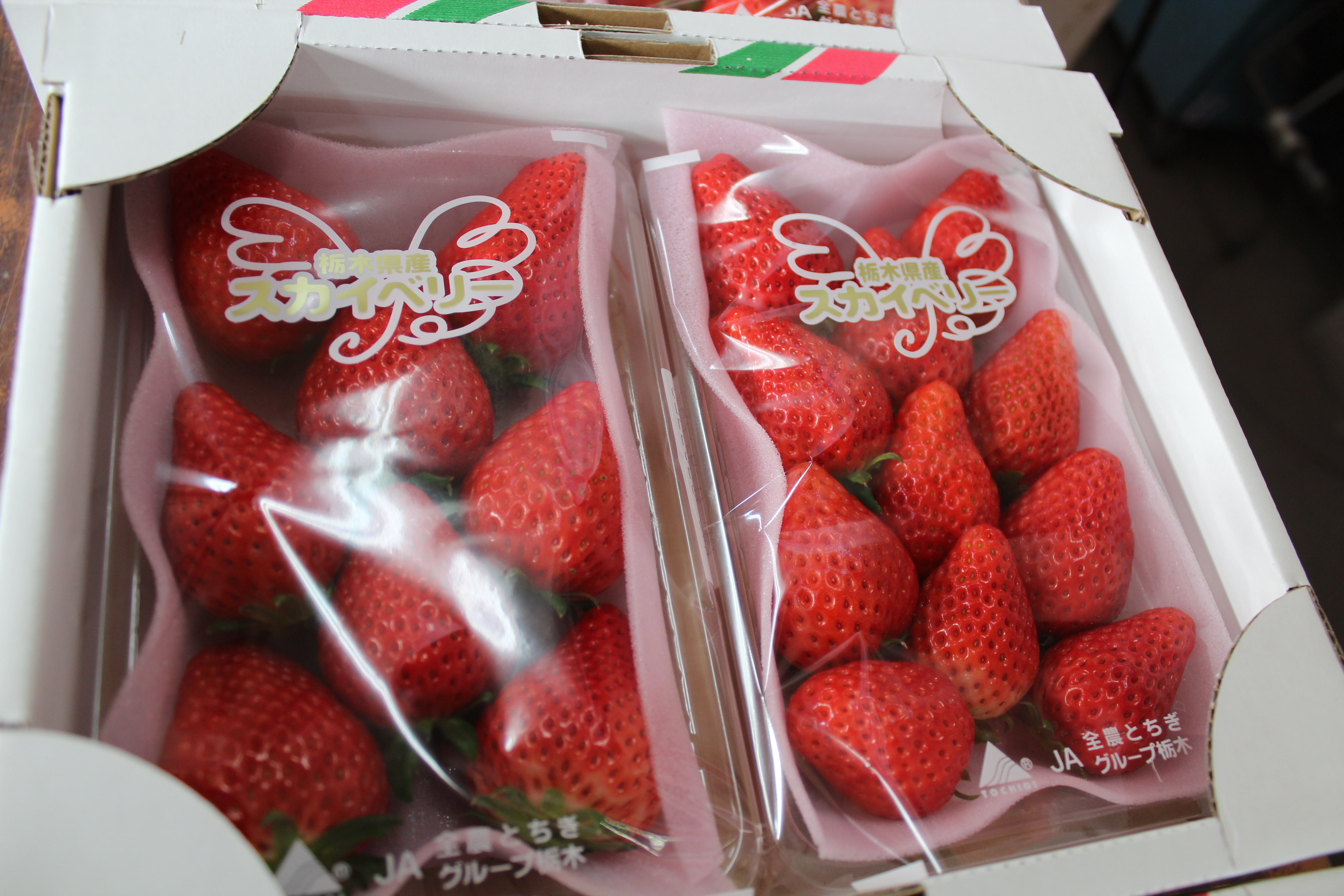
箱詰めされたスカイベリー

「栃木i27号」は、権利者を栃木県として日本においては品種登録がなされているが、日本国外では品種登録はされていない。また、登録商標である「スカイベリー」の文字商標とイチゴを図案化した図形商標の2種類がそれぞれ登録されている。よく見られる品種名称と図形の結合商標ではなく、文字と図形の2つの商標権で保護することで権利範囲を広げるとともに、図形商標については著作権が発生していることから第三者が無許諾で使用することに対する牽制効果を発揮させていると評価されている。
栃木県の策定した基準に則って生産したスカイベリーに関しては、文字商標および図形商標を付して販売することについて使用許諾は不要とされている。また、使用許諾は栃木県内の生産者のみを対象としている。一方で、スカイベリーを使用した加工品の製造販売に関しては栃木県が定めた管理要領に従って許諾申請を行う必要がある。同規定内では商標の使用法について細かく指定しており、これによって商標の不正使用を防止している。
2017年に上海のインターネット販売会社が「SKYBERRY」および「天空草苺」の文字商標を中国で商標登録していることが発覚した。栃木県は中国で不正に生産されたスカイベリーが各国へ輸出されることを懸念し「SKYBERRY」「天空草苺」を日本の特許庁に出願するとともに、「スカイベリー」「SKYBERRY」「天空草苺」の3件を韓国やベトナムなどへ国際登録出願した。